# Дейнська Балка
Дейнська Балка — балка (річка) в Україні у Полтавському районі Полтавської області. Ліва притока річки Середньої Говтви (басейн Дніпра).

## Опис
Довжина балки приблизно 4,79 км, найкоротша відстань між витоком і гирлом — 4,54 км, коефіцієнт звивистості річки — 1,06 . На деяких ділянках балка пересихає.

## Розташування
Бере початок у селі Дейнеківка. Тече переважно на північний захід і на північно-східній околиці села Кокозівка впадає в річку Середню Говтву, праву притоку річки Вільхової Говтви.

## Цікаві факти
- Біля витоку балки на північно-східній стороні на відстані 60 м пролягає автошлях пролягає автошлях М1723[3] (автомобільний шлях територіального значення у Полтавській області. Проходить територією Лохвицького та Лубенського районів через Лохвицю—Вирішальне—Лубни. Загальна довжина — 59,8 км).
- У XX столітті на балці існували молочно-тваринна ферма (МТФ), газгольдер та декілька газових свердловин[2], а у XIX столітті — декілька вітряних млинів[1].